# 王恕 (康熙進士)
王恕（？年—？年），字中安，一字樓山，行三，四川重慶府安居縣人（今屬銅梁），習書經，由附學生中式康熙四十一年壬午科四川鄉試第十名舉人，康熙辛丑科會試中式第十四名。仕至福建巡撫。

## 生平
年三十八歲中式康熙六十年（1721年）进士，改庶吉士。雍正元年（1723年），因吏部员外郎缺员，王恕以庶吉士拣补，選司員外，癸卯科武鄉試同考官，陞正郎中，點貴州主考，冬晉侍御，甲辰晉禮科給事中。考选广西道監察御史，转兵科给事中。之後出任江南江安粮道，再迁广东布政使。乾隆五年（1740年）任福建巡撫。